# 스탠 리
스탠 리(영어: Stan Lee, 본명: 스탠리 마틴 리버 (영어: Stanley Martin Lieber), 1922년 12월 28일~2018년 11월 12일)는 미국의 만화가, 영화 제작자, 배우이다.
1939년 고등학교를 졸업한 뒤 마블 코믹스의 전신이던 타임리 코믹스에 입사하였다. 이후 40여년에 걸쳐 잭 커비, 스티브 딧코, 래리 리버, 돈 헥 등의 동료 만화가와 함께 수많은 슈퍼히어로 캐릭터와 만화를 창조해냈다. 이때 리와 다른 만화가들이 만든 캐릭터들로는 판타스틱 포, 스파이더맨, 엑스맨, 헐크, 아이언맨, 토르 그리고 어벤저스 등이 있다.
1980년대 이후로는 일선에서 은퇴하고 마블 코믹스의 편집 위원, 마블 코믹스 명예 회장을 맡아 마블 코믹스 원작의 실사 영화 제작 총지휘 등을 맡고 마블 캐릭터를 기반으로 한 영화와 TV 쇼에 자주 카메오 출연하였다. 스탠 리는 1994년 만화 산업의 아이스너 상 명예의 전당에, 1995년에 잭 커비(Jack Kirby) 명예의 전당에 올랐다. 또한 그는 2008년 NEA의 국가 예술 훈장을 받았다.
2018년 11월 12일, 캘리포니아주 로스앤젤레스에 위치한 시더스-사이나이 메디컬 센터에서 폐렴으로 95세를 일기로 타계하였다.

## 저작

### 마블 코믹스
| 제목                                                          | 이슈                                             | 작화               | 연도    | 비고                             |
| ------------------------------------------------------------- | ------------------------------------------------ | ------------------ | ------- | -------------------------------- |
| 판타스틱 포 Fantastic Four                                    | #1-114, #120-125 애뉴얼 #1-6                     | 잭 커비            | 1961-72 | '판타스틱 포' 첫 등장            |
| 인크레더블 헐크 The Incredible Hulk                           | #1-6                                             | 잭 커비            | 1962    | '헐크' 첫 등장                   |
| 어메이징 스파이더맨 The Amazing Spider-Man                    | #1-100, #105-110, #116-118, 200 애뉴얼 #1-5, #18 | 스티브 딧코        | 1963-84 | '어메이징 판타지' #15에서 이어짐 |
| 퓨리 중사와 하울링 특공대 Sgt. Fury and his Howling Commandos | #1-28 애뉴얼 #1                                  | 잭 커비, 딕 에어스 | 1963-66 | '닉 퓨리' 첫 등장                |
| 엑스맨 The X-Men                                              | #1-19                                            | 잭 커비 외         | 1963-66 | '엑스맨' 첫 등장                 |
| 어벤저스 Avengers                                             | #1-35                                            | 잭 커비 외         | 1963-66 | '어벤저스' 첫 등장               |
| 데어데블 Daredevil                                            | #1-9, #11-50, #53 애뉴얼 #1                      | 빌 에버렛          | 1964-69 | '데어데블' 첫 등장               |
| 토르 Thor                                                     | #126-192, #200 애뉴얼 #2                         | 잭 커비 외         | 1966-72 |                                  |
| 캡틴 아메리카 Captain America                                 | #100-141                                         |                    | 1968-71 |                                  |
| 새비지 쉬헐크 Savage She-Hulk                                 | #1                                               | 존 부셰마          | 1980    | '쉬헐크' 첫 등장                 |
| 래비지 2099 Ravage 2099                                       | #1-7                                             | 폴 라이언          | 1992-93 |                                  |

### 출연 작품
- 《어벤져스 4》 (총괄프로듀서)
- 《데드풀과 울버린》
- 《캡틴 마블》 (총괄프로듀서)
- 《어메이징 스파이더맨 4》 (각본)
- 《스파이더맨: 뉴 유니버스》 (기획)
- 《앤트맨과 와스프》 (기획, 원작자)
- 《블랙 팬서》
- 《스파이더맨: 홈커밍》
- 아이언맨 시리즈 《1》, 《2》, 《3》
- 《어벤져스 1, 2》
- 《심슨》
- 《데드풀 1, 2》
- 《엑스맨 아포칼립스》
- 《스파이더맨 1, 2, 3》
- 《어매이징 스파이더맨 1, 2》
- 《가디언즈 오브 갤럭시 1, 2》
- 《캡틴 아메리카: 윈터솔져》
- 《토르: 라그나로크》
- 《앤트맨》
- 《캡틴아메리카:퍼스트 어벤져》
- 《빅 히어로》

### 기타
- 기교동자 울티모

## 헌액
- 2011년 1월 4일 할리우드 명예의 거리 입성자, 영화 분야로 선정되었다.